# 리키 (디지몬)
리키는 《디지몬 어드벤처》에 등장하는 등장인물으로, 원판 이름은 타카이시 타케루(高石タケル) 본명은 이시다 타케루 (石田タケル)

## 프로필
목소리 연기: 코니시 히로코, 야마모토 타이스케(02), 한 메구미(게임판, :), 에노키 쥰야(Tri, 라스트 에볼루션 인연) / 배정미, 김정훈(라스트 에볼루션 인연), 이은조(:) / 웬디 리 / 더그 어홀츠
색깔: ■ 노랑
1991년생. 8살. 트라이에서는 14살. 오다이바 소학교 2학년으로 파트너 디지몬은 파닥몬. 희망의 문장의 소유자이며 이미지는 별.
매튜의 남동생으로 매튜와 마찬가지로 쿼터 혼혈이다. 매튜와는 사이가 좋지만 4 년 전 부모님의 이혼 때문에 어머니의 손에 이끌려 매튜와는 4 년째 헤어져 살고 있다. 그 때문에 선택받은 아이들 중에서 유일하게 다른 학교에 다니고 있다.
가장 어리기 때문인지 다른 아이들의 걸림돌이 되지 않기위해 노력하고 있다. 여행을 계속함으로 점점 듬직한 모습으로 성장해 간다.
한국이름 : 리키 / 파트너: 파닥몬  /  D-3 색깔: 초록색

## 행적
파워 디지몬 시점으로 오다이바 소학교 5학년. 3년 전엔 조그만 꼬마였던 그는 멋있는 소년으로 성장해 현재는 농구부에서 인기있는 선수이다. 사교성이 좋아서 남녀를 불문하고 초면부터 친해진다. 상냥하고 모두에게 호감을 사지만 그런 면으로 인해 남에게 상처를 입히는 경우도 있다. 호기심이 많은 것은 여전하고 너무 위험한 일에 발을 들여 놓기도 한다. 부모님은 현재 이혼한 상태이지만 3년 전의 일을 계기로 빈번히 만나게 되어 최근엔 매튜네가 있는 곳 근처로 이사를 했다. 어둠의 힘이나 악(惡)에 대해서는 이중적인 면모를 보여주기도 한다.
미래의 디지몬 나레이션(작가)가 된다.